# 門脇佳吉
門脇 佳吉（かどわき かきち、1926年1月6日 - 2017年7月27日）は、日本の神学者、宗教学者、イエズス会司祭。上智大学名誉教授。別名大基。

## 来歴
北海道旭川市出身。 旧制見付中学校（現在の静岡県立磐田南高等学校） 、1948年東京帝国大学工学部応用化学科卒業。
上智大学大学院で文学修士・神学修士。1964年ローマ・グレゴリアン大学にてPh.D.取得。
フォーダム大学で心理学を、レーゲンスブルク大学でマイスター・エックハルトを研究。上智大学教授、1996年定年、名誉教授。
大森曹玄老師（花園大学元学長）から嗣法。「道の共同体」師家。禅とキリスト教を比較研究。
2006年11月瑞宝小綬章受章。

## 著書
- 『対話に関する12章 古典への還帰』（日本基督教団出版局、アルパ新書） 1970
- 『公案と聖書の身読 一キリスト者の参禅体験』（春秋社） 1977
- 『呼吸と共に祈るロザリオ 日本的な唱え方』（あかし書房） 1984
- 『瞑想のすすめ 東洋と西洋の総合』（創元社） 1989
- 『道の形而上学 芭蕉・道元・イエス』（岩波書店） 1990
- 『禅仏教とキリスト教神秘主義』（岩波書店） 1991
- 『スペイン巡礼讃歌 大地を潤す春雨のように』（池利文写真、春秋社） 1993
- 『日本の宗教とキリストの道』（岩波書店） 1997
- 『魂よ、目覚めよ 霊感と芸術の創造』（岩波書店） 1998
- 『『正法眼蔵』参究 道の奥義の形而上学』（岩波書店） 2008
- 『パウロの「聖霊による聖書解釈」 身読的解釈学』（知泉書館） 2010
- 『パウロの中心思想 霊の息吹の形而上学』（教文館） 2011

### 共編著
- 『宗教の対話 キリスト教と日本の諸宗教』（マタイス, 井上英治, 門脇佳吉共編、創文社） 1973
- 『禅とキリスト教 瞑想=自由への道』（創元社） 1975
- 『トマス・アクィナス研究 没後700年記念論文集』（松本正夫、K・リーゼンフーバー共編、創文社） 1975
- 『現代の苦悩と宗教』（創元社） 1976
- 『密教とキリスト教 神秘思想の現代的意義』（創元社） 1977
- 『修行と人間形成』（創元社） 1978
- 『宗教体験と現代 宗教は人と世を変える』（創元社） 1979
- 『瞑想について 不安からの解放』（創元社） 1982
- 『日本人の宗教心 宗教的エネルギーと日本の将来 シンポジウム』（鶴見和子共編、講談社） 1983
- 『親鸞とキリスト教 現代人に信仰を問う』（編、創元社） 1984
- 『死の彼方に 宗教的死生観』（南窓社） 1985
- 『愛されるより愛することを アッシジの聖フランシスコ』（遠藤周作, 加賀乙彦文、 門脇佳吉編、池利文撮影、学習研究社） 1992
- 『アッシジの聖フランシスコの面影 教皇フランシスコに捧ぐ』 （池利文写真、教文館） 2014

## 翻訳
- 『愛の深層心理』（イグナス・レップ、川島書店） 1971
- 『霊操』（イグナチオ・デ・ロヨラ、岩波書店、岩波文庫） 1995
- 『ある巡礼者の物語 イグナチオ・デ・ロヨラ自叙伝』（イグナチオ・デ・ロヨラ、岩波書店、岩波文庫） 2000